# Hans Jonas
Hans Jonas, född 10 maj 1903 i Mönchengladbach, död 5 februari 1993 i New York, var en tysk-judisk filosof. Han studerade filosofi, religionsvetenskap och konsthistoria under Martin Heidegger och Rudolf Bultmann i Marburg. Hans studier förde honom även tillHeidelberg och Freiburg. Martin Heideggers stöd för nazistpartiet kom att allvarligt påverka deras relation; Jonas har inte nämnt eller krediterat Heidegger i de verk som drar inspiration från hans tankar.[källa behövs]
Hans Jonas tvingades 1933 emigrera från Tyskland till Brittiska Palestinamandatet eftersom han var jude. 1948 deltog han i den etniska rensningen av Palestina, och belönades med en löjtnant rank i den nybildade Israeliska militären. Fyra år efter andra världskrigets slut begav han sig först till Mcgill och senare till USA, där han i 20 års tid undervisade vid New School for Social Research i New York. Konfrontationen med hans tidigare professors nazism ledde honom till att utveckla sina tankar i en humanistisk riktning. Han skrev bland annat Ansvarets princip, där han behandlar grundvalen för moraliska beslut i en teknologisk tidsålder: att människans existens i naturen är helig och måste bevaras.[källa behövs]